# Геронтьево
Геронтьево — деревня в Сергиево-Посадском районе Московской области России, входит в состав городского поселения Богородское.

## Население
| 1835 | 1850 | 1857 | 1859 | 1905 | 1926 | 2002 | 2006 |
| ---- | ---- | ---- | ---- | ---- | ---- | ---- | ---- |
| 63   | ↘51  | ↗64  | ↘56  | ↗101 | ↗125 | ↘0   | →0   |
| 2010 |      |      |      |      |      |      |      |
| ↗13  |      |      |      |      |      |      |      |

## География
Деревня Геронтьево расположена на севере Московской области, в восточной части Сергиево-Посадского района, примерно в 73 км к северу от Московской кольцевой автодороги и 20,5 км к северу от станции Сергиев Посад Ярославского направления Московской железной дороги, восточнее водохранилища Загорской ГАЭС на реке Кунье.
В 7 км восточнее деревни проходит Ярославское шоссе М8, в 13 км к югу — Московское большое кольцо А108, в 37 км к западу — автодорога Р112. Ближайшие населённые пункты — деревни Жерлово и Сметьёво.
К деревне приписаны два садоводческих товарищества.

## История
…деревня Горонтьево, а въ ней дворы крестьянскій и бобыльскій и 1 дворъ пустой, пашни крестьянской худые земли 3 чети да лѣсомъ поросло 7 чети въ полѣ, сѣна 20 копенъ…— писцовые книги 1627—1631 гг.
В «Списке населённых мест» 1862 года — казённая деревня 2-го стана Александровского уезда Владимирской губернии по правую сторону Никольского просёлочного тракта от Никольского перевоза через реку Дубну в город Александров, в 35 верстах от уездного города и 15 верстах от становой квартиры, при прудах, с 8 дворами и 56 жителями (28 мужчин, 28 женщин).
По данным на 1905 год — деревня Рогачёвской волости Александровского уезда с 13 дворами и 101 жителем.
По материалам Всесоюзной переписи населения 1926 года — деревня Сметьёвского сельсовета Рогачёвской волости Сергиевского уезда Московской губернии в 7,5 км от Ярославского шоссе и 27,7 км от станции Сергиево Северной железной дороги; проживало 125 человек (56 мужчин, 69 женщин), насчитывалось 23 крестьянских хозяйства.
С 1929 года — населённый пункт Московской области в составе:
- Выпуковского сельсовета Сергиевского района (1929—1930)[14],
- Выпуковского сельсовета Загорского района (1930—1963, 1965—1984)[15][16][17],
- Выпуковского сельсовета Мытищинского укрупнённого сельского района (1963—1965)[15],
- рабочего посёлка Богородское Загорского района, административное подчинение (1984—1991)[16],
- рабочего посёлка Богородское Сергиево-Посадского района, административное подчинение (1991—2006)[16],
- городского поселения Богородское Сергиево-Посадского района (2006 — н. в.)[18].